# 牧原亮太郎
牧原亮太郎（日语：／ Makihara Ryōtarō，1980年—），日本男性動畫師、動畫導演。出身於愛知縣。曾任職於Telecom Animation Film、SHIN-EI動畫、Production I.G等動畫製作公司，目前主要活躍於WIT STUDIO。

## 來歷、人物
代代木動畫學院名古屋校畢業。在Production I.G工作後，目前主要擔任WIT STUDIO作品的導演。
在成為導演之前，他曾為電影版《哆啦A夢》和《蠟筆小新》等電影作品以及到《攻殼機動隊 STAND ALONE COMPLEX》和《進擊的巨人》等電視作品擔任過原畫工作，包括擔任《四疊半神話大系》和《罪惡王冠》的分鏡和演出工作。
2012年，Production I.G的部分員工獨立成立WIT STUDIO。牧原被任命為電影動畫《HAL》的導演，該電影於次年上映並引起了廣泛關注。《HAL》是WIT STUDIO的第一部動畫作品，也是牧原的第一部導演作品。
2015年，他再次擔任WIT STUDIO製作的電影動畫《屍者的帝國》的導演，該電影作為noitaminA電影第2彈「伊藤計劃」上映。故事以120分鐘的電影形式完成，並有獨特的詮釋，例如在華生和星期五這兩個角色中反映了原作者伊藤計劃和圓城塔的關係。

## 參加作品

### 電視動畫
2002年
- 迷糊天使（動畫）
- 花田少年史（動畫）

2003年
- 音速小子X（動畫）
- 飆悍射將（原畫）
- 原子小金剛 (2003年版)（原畫）

2004年
- 攻殼機動隊 S.A.C. 2nd GIG（原畫）
- 妄想代理人（原畫）
- MONSTER（原畫）
- 神魂合體 SECOND SEASON（原畫）
- 御伽草子（原畫）
- 風人物語（原畫）
- To Heart ～Remember my Memories～（2004年，原畫）

2005年
- 火影忍者（原畫）
- 奇幻兒童（原畫）
- 女孩萬歲 second season（原畫）
- 創聖的亞庫艾里翁（原畫）
- BLOOD+（原畫、OP1原畫）

2006年
- 雙面騎士 ～Le Chevalier D'Eon～（原畫）

2007年
- 電腦線圈（原畫）
- 海馬（作畫監督、原畫）
- 海物語 ～有你相伴～（演出、原畫）

2010年
- 四疊半神話大系（分鏡、演出、作畫監督、，原畫、第二原畫）
- 少女妖怪 石榴（原畫）

2011年
- 碎之星（分鏡、演出、世界觀設定、原畫）
- 罪惡王冠（分鏡、演出、原畫、OP2原畫）

2013年
- 進擊的巨人（—2017年，原畫、分鏡）

2014年
- 鬼燈的冷徹（ED2作畫監督&原畫）

2017年
- 十二大戰（分鏡）

2018年
- 魔法使的新娘（分鏡）

### 電影動畫
2003年
- 哆啦A夢：大雄與風之使者（動畫）

2004年
- 蠟筆小新：風起雲湧！夕陽下的春日部男孩（原畫）
- 雲之彼端，約定的地方（原畫）

2005年
- 劇場版 鋼之鍊金術師：森巴拉的征服者（原畫）
- 蠟筆小新：3分鐘百變大進擊（原畫）

2006年
- 哆啦A夢：新·大雄的恐龍（原畫）
- 蠟筆小新：Amigo！森巴入侵計畫（原畫）
- 惡童（原畫）

2007年
- 哆啦A夢：新·大雄的魔界大冒險 ～7人魔法使～（原畫）
- 河童之夏（原畫）

2008年
- 哆啦A夢：大雄與綠之巨人傳（原畫）

2009年
- 夏日大作戰（原畫）

2010年
- 意外的幸運簽（原畫）

2013年
- HAL（導演[1]）

2015年
- 屍者的帝國（導演[2]）

### OVA、網路動畫
2002年
- 魔法護士小麥（動畫）

2022年
- 花園裡的吸血鬼（導演、劇本統籌、編劇、分鏡）

### 短篇、其它
2012年
- NHK特集「電腦革命 最強×最快的頭腦誕生」（導演）

2017年
- 丸井集團（日语：丸井グループ）廣告「貓咪帶來的圓圓的幸福（日语：猫がくれたまぁるいしあわせ）」（導演、分鏡、演出）[3]

## 相關項目
- WIT STUDIO
- Production I.G
- 和田丈嗣
- 中武哲也

## 外部連結
- 株式會社WIT STUDIO公式官網 （日語）